# Liste der Nummer-eins-Hits in den Cash Box Charts (1972)
Diese Liste enthält alle Nummer-eins-Hits in den amerikanischen Cash Box Charts im Jahr 1972. Es gab in diesem Jahr 37 Nummer-eins-Singles.
| Singles |
| --- |
| - Michael Jackson – Got to Be There - 1 Woche (1. Januar – 7. Januar) - Don McLean – American Pie - 1 Woche (8. Januar – 14. Januar, insgesamt 4 Wochen) - Melanie – Brand New Key - 1 Woche (15. Januar – 21. Januar, insgesamt 2 Wochen; → 1971) - Don McLean – American Pie - 3 Wochen (22. Januar – 11. Februar, insgesamt 4 Wochen) - Al Green – Let’s Stay Together - 2 Wochen (12. Februar – 25. Februar) - The Climax – Precious and Few - 1 Woche (26. Februar – 3. März) - Nilsson – Without You - 2 Wochen (4. März – 17. März) - Neil Young – Heart of Gold - 1 Woche (18. März – 24. März) - America – A Horse With No Name - 3 Wochen (25. März – 14. April) - Michael Jackson – Rockin’ Robin - 1 Woche (15. April – 21. April) - Roberta Flack – The First Time Ever I Saw Your Face - 4 Wochen (22. April – 19. Mai) - The Staple Singers – I’ll Take You There - 2 Wochen (20. Mai – 2. Juni) - The Chi-Lites – Oh Girl - 1 Woche (3. Juni – 9. Juni) - Sammy Davis Jr. – The Candy Man - 1 Woche (10. Juni – 16. Juni) - Dr. Hook & The Medicine Show – Sylvia’s Mother - 1 Woche (17. Juni – 23. Juni) - Gallery – Nice to be With You - 1 Woche (24. Juni – 30. Juni) - Neil Diamond – Song Sung Blue - 1 Woche (1. Juli – 7. Juli) - Billy Preston – Outa-Space - 1 Woche (8. Juli – 14. Juli) - Bill Withers – Lean on Me - 2 Wochen (15. Juli – 28. Juli) - The Cornelius Brothers & Sister Rose – Too Late to Turn Back Now - 1 Woche (29. Juli – 4. August) - Wayne Newton – Daddy Don’t You Walk So Fast - 1 Woche (5. August – 11. August) - Gilbert O’Sullivan – Alone Again (Naturally) - 3 Wochen (12. August – 1. September) - Looking Glass – Brandy (You're a Fine Girl) - 1 Woche (2. September – 8. September) - Al Green – I’m Still In Love With You - 1 Woche (9. September – 15. September) - The Hollies – Long Cool Woman (In a Black Dress) - 1 Woche (16. September – 22. September) - The O’Jays – Back Stabbers - 1 Woche (23. September – 29. September) - Three Dog Night – Black And White - 1 Woche (30. September – 6. Oktober) - Mac Davis – Baby, Don't Get Hooked on Me - 1 Woche (7. Oktober – 13. Oktober) - Main Ingredient – Everybody Plays the Fool - 1 Woche (14. Oktober – 20. Oktober) - Chuck Berry – My Ding-A-Ling - 2 Wochen (21. Oktober – 3. November) - The Moody Blues – Nights In White Satin - 1 Woche (4. November – 10. November) - Elvis Presley – Burning Love - 1 Woche (11. November – 17. November) - Johnny Nash – I Can See Clearly Now - 1 Woche (18. November – 24. November) - The Spinners – I'll Be Around - 1 Woche (25. November – 1. Dezember) - Lobo – I'd Love You to Want me - 1 Woche (2. Dezember – 8. Dezember) - The Temptations – Papa Was a Rollin’ Stone - 1 Woche (9. Dezember – 15. Dezember) - Helen Reddy – I Am Woman - 1 Woche (16. Dezember – 22. Dezember) - Billy Paul – Me and Mrs. Jones - 2 Wochen (23. Dezember 1972 – 5. Januar 1973) |